# Chordofony uderzane
Chordofony uderzane – grupa instrumentów strunowych, w których źródłem dźwięku jest uderzona struna.
Struna może być uderzana:
- ręcznie (np. cymbały)
- tangentem (np. klawikord)
- młoteczkiem (np. fortepian)